# Dick Löf
John Dick Löf, född 31 oktober 1909 i Helsingborg, död 31 mars 1987 i Skärholmen, var en svensk gångare. Han tävlade för Fredrikshofs IF.

## Meriter
1935 tog Löf guldmedalj i gång lag 30 km (med Gunnar Jönning, Evald Segerström och Löf) på tiden 8 tim 03 min 11,4 sek.
1936 tävlade Löf i herrarnas 50 kilometer gång för Sverige vid olympiska sommarspelen 1936 i Berlin, men fullföljde inte tävlingen.